# Емма Кок
Емма Кок (нар. 12 березня 2008) — нідерландська співачка. Вона стала відомою у 2021 році після перемоги в десятому сезоні The Voice Kids. У 2023 році її виконання «Voilà» з Андре Ріє та оркестром Йоганна Штрауса стало вірусним і станом на жовтень 2023 року зібрало 21 мільйон переглядів, а станом на січень 2024 року — 33 мільйони.

## Біографія
Емма Кок народилася в Керкраде у родині Віко та Наталі Кок. У неї є старші брат Ензо та сестра Софі. У неї гастропарез (уповільнене спорожнення шлунка), і вона залежна від зонду для годування з дев'ятимісячного віку.

## Кар'єра
У червні 2021 року Емма Кок перемогла у десятому сезоні The Voice Kids під керівництвом репера Алі Б. У серпні того ж року вона співала на благодійному концерті для постраждалих від європейської повені 2021 року в Лімбурзі.
У лютому 2023 року Емма Кок виграла перший сезон Ministars піснею «Вуаля» Барбари Праві.
Нідерландський скрипаль і диригент Андре Ріє був настільки вражений виконанням Емми Кок, що запросив її виконати «Вуаля» на його щорічній серії концертів у Vrijthof у липні 2023 року. Цей виступ незабаром став вірусним, зібравши 2,6 мільйона переглядів за п'ять днів.
У грудні 2023 року вона була на німецькому телебаченні як учасниця шоу з Геленою Фішер. У 2024 році в супроводі матері вона вирушає у світове турне з Андре Ріє, починаючи з Ziggo Dome в Амстердамі.

## Суспільна діяльність
Після перемоги у талант-шоу Ministars у лютому 2023 р. Емма Кок заснувала новий фонд Gastrostars для об'єднання зусиль щодо покращення життя хворих на гастропарез, а також для збору коштів на фінансування досліджень для подолання проблем, пов'язаних з цією хворобою.
Її ініціатива була оцінена, й у вересні 2023 р. вона стала переможницею премії Tina Awards 2023 в номінації Girlpower.

## Дискографія

### Сингли
| Назва                                                                        | Рік  | Альбом            |
| ---------------------------------------------------------------------------- | ---- | ----------------- |
| «Laat Mij Een Vlinder Zijn» («Дозволь мені бути метеликом»)                  | 2022 | Сингл без альбому |
| «Strijder» («Борчиня» або «Воїн»)                                            | 2023 | Сингл без альбому |
| «Voilà» (з Андре Ріє й оркестром Йоганна Штрауса)                            | 2023 | Сингл без альбому |
| «White Christmas» (з Андре Ріє та Оркестром Йоганна Штрауса)                 | 2023 | Сингл без альбому |
| «All I Want for Christmas Is You» (з Андре Ріє та Оркестром Йоганна Штрауса) | 2023 | Сингл без альбому |